# Accademia delle scienze dell'Afghanistan
L'Accademia delle scienze dell'Afghanistan è l'agenzia governativa ufficiale dell'Afghanistan che regola le lingue dari e pashtu parlate in Afghanistan. Inoltre lavora con le agenzie governative del Tagikistan e dell'Iran per regolare la letteratura.